# 크리스틴 루더포드
크리스틴 루더포드(Kristen Rutherford, 1968년 10월 15일 ~ )는 미국의 배우, 영화배우, 텔레비전 배우이다.
미국에서 태어났다.

## 영화
- 하울의 움직이는 성 (2004년)
- 금색의 갓슈벨!! (2003년) - 영어 더빙 역
- 스트레인저스 위드 캔디 (1999년)